# Старое Победилово
Старое Победилово (Победилово, Победилова, тат. Иске Пәбәдил, İske Pobedilovo) — посёлок в Приволжском районе Казани.

## География
Старое Победилово расположено в юго-западной части Приволжского района, недалеко от Волги; севернее находятся отстойники казанских очистных сооружений, северо-восточнее — посёлок Отары, восточнее — Отарский лес и посёлок Десять лет Октября, южнее — садоводческие общества и протока Подувалье, западнее — садоводческие общества и Волга.
До заполнения Куйбышевского водохранилища (1957) находилось на 1,5 км северо-западнее, в 10 км от станции Казань и в 15 км от пристани Дальнее Устье.

## История
Впервые упоминается в 1603 году.
Четвёртая ревизия 1781 года выявила в деревне 91 ревизскую душу дворцовых крестьян.
До революции 1917 года деревня относилась к приходу села Воскресенское Воскресенской волости. Деревня имела земельный надел площадью 435,5 десятин (4,76 км²); кроме сельского хозяйства жители деревни ловлей рыбы на Волге и в ближайших озёрах; по состоянию на 1885 год в Старом Победилово имелись 2 мелочные лавки, 5 горшечных заведений, 1 питейное заведение и 2 ветряные мельницы.
В 1887 году в Победилове была открыта земская школа; на 1905 год в ней обучались 21 мальчик и 10 девочек.
С 1860-х годов XIX века до 1927 года деревня Победилово входила в Воскресенскую волость Казанского уезда Казанской губернии (с 1920 года — Арского кантона Татарской АССР). После введения районного деления в Татарской АССР в составе Воскресенского (Казанского пригородного) района Татарской АССР. С 1938 по 1956/57 год в составе Столбищенского района. В 1956/57 году в связи с заполнением Куйбышевского водохранилища деревня перенесена на 1,5 километра юго-западнее, в район посёлка Десять лет Октября. После перенесения на новое место деревня Старое Победилово входила в состав Столбищенского (1956/57-1959), Лаишевского (1959—1963, 1965—1984) и Пестречинского (1963—1965) районов.
На низшем административном уровне Старое Победилово входило в Старопобедиловский сельсовет, образованный в 1918 году, и являлось его центром; после его упразднения в январе 1932 году входило в Кукушкинский, затем, с июля 1932 года, в Больше-Отарский сельсовет, являясь его центром с 1959 года. После упразднения Больше-Отарского сельсовета в 1961 году Старое Победилово было частью Песчано-Ковалинского сельсовета, но в 1966 году Старопобедиловский сельсовет был воссоздан и просуществовал до 1987 года.
В 1965 году к Старому Победилово был присоединён посёлок Десять лет Октября.
В 1984 году Старое Победилово передано в административное подчинение Приволжскому райсовету города Казани, а в 1987 году окончательно включено в состав Казани.

## Население
| 1927 |
| ---- |
| 349  |

## Улицы
- Садовая (тат. Береговая урамы, Yar uramı). Начинаясь от автобусной остановки «Старое Победилово», заканчивается пересечением с улицей 10 лет Октября. Протяжённость — 1 километр.

- Береговая (тат. Бакча урамы, Baqça uramı). Начинаясь от часовенного столба, идёт параллельно улице Садовой и заканчивается у небольшого леса, разделяющего Старое Победилово и посёлок 10 лет Октября. Протяжённость — 1.2 километра.